# マノン・フリール
マノン・フリール（Manon Flier、1984年2月8日 - ）は、オランダの元女子バレーボール選手。元オランダ代表。

## 来歴
オーファーアイセル州ニーウルーセン出身。8歳に母親の手ほどきでバレーボールを始める。国内の大会ではいつも良い成績を修めていた。2001年にオランダ代表入りを果たす。2002年世界選手権、2003年ワールドグランプリに出場した。オポジットとして2005年のワールドグランプリ、2006年の世界選手権などでオランダ躍進の原動力として活躍した。
全身を躍動させて打つ強烈なジャンプサーブを持ち、2007年ワールドグランプリの初優勝に貢献しMVPを獲得、2009年ワールドグランプリではベストスコアラーとベストサーバーを獲得した。同年の欧州選手権ではMVPを獲得した。
2011年7月、東レアローズと契約を締結し、同年10月に入団した。2011-12プレミアリーグでは、欧州予選での怪我によって思うようなプレーが出来なかったが、中盤戦では高い攻撃力で勝利に貢献し、同シーズンの優勝を果たした。2012年4月に退団。2012-13シーズンよりアゼルバイジャンリーグのアゼルレイル・バクーへ移籍し、欧州チャンピオンズリーグなどで活躍している。
2013年のワールドグランプリ、2014年にイタリアで開催された世界選手権に出場した。2014-15シーズンより中国リーグの福建に移籍した。

## エピソード
- 日本のTV局が付けた異名は「魅惑のポニーテール」「バレーボール界のシャラポワ」である。

## 球歴
- 2002年 世界選手権（9位）
- 2003年 ワールドグランプリ（4位）
- 2003年 ヨーロッパ選手権（4位）
- 2005年 ワールドグランプリ（6位）
- 2005年 ヨーロッパ選手権（5位）
- 2006年 世界選手権（8位）
- 2007年 ワールドグランプリ（優勝）
- 2007年 ヨーロッパ選手権（5位）
- 2009年 ワールドグランプリ（4位）
- 2009年 ヨーロッパ選手権（2位）
- 2010年 ワールドグランプリ（7位）
- 2010年 世界選手権（11位）
- 2011年 ヨーロッパ選手権（7位）
- 2013年 ワールドグランプリ（12位）
- 2013年 ヨーロッパ選手権（9位）
- 2014年 世界選手権（13位）
- 2015年 ワールドグランプリ（13位）
- 2015年 ヨーロッパ選手権（2位）

## 所属クラブ
- Volco Ommen（1999-2001年）
- Arke Pollux Oldenzaal（2001-2002年）
- VC Weert（2002-2004年）
- アシステル・ノヴァーラ（2004-2005年）
- DELA Martinus（2005-2008年）
- Vini Monteschiavo Jesi（2008-2009年）
- アシステル・ノヴァーラ（2009-2010年）
- スカボリーニ・ペーザロ（2010-2011年）
- 東レアローズ（2011-2012年）
- アゼルレイル・バクー（2012-2013年）
- イトゥサチ・バクー（2013-2014年）
- Fujian Xi Meng Bao（2014-2015年）